# テトラヒドロピラン
テトラヒドロピラン（英語: tetrahydropyran、THP）は、5個の炭素原子と1個の酸素原子を含む飽和六員環からなる有機化合物である。二重結合を2つ含むピランを参考に命名され、ピランに4個の水素原子を付加することにより生成する。2013年、優先IUPAC名がオキサン（英語: oxane）に決定した。
テトラヒドロピラン環はグルコースなどのピラノースの基本骨格となっている。

## 合成
テトラヒドロピランの古典的な有機合成法には、ラネー合金によるジヒドロピランの水素化がある。

## 利用
有機合成では、2-テトラヒドロピラニル基はアルコールの保護基として用いられる。アルコールをジヒドロピランと反応させるとテトラヒドロピラニルエーテルが得られ、様々な反応からアルコールを保護する。その後、酸加水分解によってテトラヒドロピラニル基が外され、5-ヒドロキシペンタナールとなる。

## 法的規制
消防法に定める第4類危険物 第1石油類に該当する。